# Oscar Alonso (Sänger)
Oscar Alonso (geboren als Pedro Carlos Brandán; * 12. Oktober 1912 in Florentino Ameghino; † 16. Januar 1980 in Buenos Aires) war ein argentinischer Tangosänger und Schauspieler.

## Leben und Wirken
Der in der Provinz Buenos Aires geborene Alonso kam 1926 mit seiner Familie nach Buenos Aires und trat bereits zwei Jahre später als Sänger in Cafés auf. 1929 debütierte er begleitet von einem Trio unter Leitung von Vicente Fiorentino beim Radiosender La Voz Del Aire. 1932 trat er mit Anselmo Aietas Orchester im Café El Nacional, später auch im Teatro San Martín auf. Bei Radio Prieto, wo ihn Juan Canaro eingeführt hatte, hatte er 1938–1939 eine Sendung mit Hugo del Carril. Von 1939 bis 1941 trat er am Teatro Lirico in dem Stück Boite rusa neben José Olarra, Pierina Dealessi und anderen auf. Als Solist unternahm Alonso ausgedehnte Tourneen durch Lateinamerika, u. a. ab 1945 durch Chile und anschließend durch Kuba.
In mehreren Filmen hatte Alonso kurze Auftritte. In Lucas Demares Mi noche triste über den Lyriker Pascual Contursi sang er die Titelmelodie. Zu den Aufnahmen mit Alonso zählen Titel wie San José de Flores und Llueve, begleitet von José Canet und anderen Gitarristen, mitunter auch vom Orchester Argentino Galváns, die Versos de un payador al General Juan Perón und Versos de un payador a la señora Eva Perón sowie San Isidro und Seguí como sos von Alberto Caroprese und Miguel Grosso nach Texten von Melchor Posse. Mit Carlos Carcía spielte er vier LPs beim Label Odeon ein. Er komponierte auch selbst einige Stücke, darunter Yo no quiero que le escribas und Tardecita de campo.